# Salici al tramonto
Salici al tramonto è un dipinto a olio su tela applicata su carte (31,5x34,5 cm) realizzato nel 1888 dal pittore Vincent van Gogh. È conservato nel Museo Kröller-Müller di Otterlo.